# Johan Lolos
Johan Lolos, né le 2 novembre 1987 à Liège, en Belgique, est un photographe belgo-grec réputé pour ses photographies de voyage et de paysages. Il est largement connu sous le pseudonyme lebackpacker sur les réseaux sociaux et est considéré comme le photographe belge le plus suivi sur Instagram.

## Formation
Lolos a étudié à l'IHECS, une école de journalisme et de communication à Bruxelles, en Belgique et a obtenu un Master en Relations Publiques en 2013,.

## Biographie
Après avoir terminé ses études, Johan Lolos a entrepris un voyage de deux ans en Australie et en Nouvelle-Zélande, durant lequel il a perfectionné sa passion pour la photographie de paysage. Son travail a rapidement attiré l’attention sur les plateformes de médias sociaux, en particulier Instagram, où il partage ses photographies sous le pseudonyme lebackpacker.
En 2018, Lolos a publié son premier livre, Peaks of Europe (Lannoo, 2018), qui retrace un road trip de cinq mois à travers 17 pays européens. Le livre a été publié en quatre langues et a été reconnu par Forbes comme l’un des meilleurs livres de voyage de l’année.
Au cours de sa carrière, Lolos a collaboré avec de nombreuses marques internationales, notamment Toyota, Samsung, Nikon et Médecins Sans Frontières. Il anime également des ateliers et des sessions de mentorat, partageant son expertise avec des photographes en herbe,.
En 2023, l’hebdomadaire belge Le Vif a inclus Johan Lolos dans sa liste des « 40 Under 40 » des « 40 personnalités belges à suivre », où il était l’un des deux seuls photographes, aux côtés de Charlotte Abramow.
Les photos de Lolos ont été publiées dans National Geographic, GQ et Lonely Planet.

## Expositions
En 2023, Johan Lolos a présenté sa première exposition solo en galerie d’art, intitulée Solitudes, à la Galerie Buronzu à Liège, marquant une étape importante dans sa carrière.

## Publications
- Peaks of Europe (2018), publié par Lannoo dans sa version originale anglaise. Le livre existe en allemand (Dumont), français (A travers les montagnes d'Europe, Glénat) et italien (Rizzoli) sous différents titres. (ISBN 978-2-390-25044-9)